# 1139 w polityce

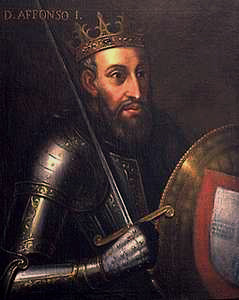
Alfons I Zdobywca, król Portugalii

Wydarzenia polityczne w 1139 roku.

## Wydarzenia
- Alfons I Zdobywca koronował się na króla Portugalii[1]. Ta data wyznacza początek niepodległości tego kraju[2].
- Będący w niewoli Rogera II papież Innocenty II potwierdził zwierzchnictwo Normanów nad południową Italią[3].